# 0 de març
El 0 de març és un dia fictici que estaria entre el 28 de febrer (29 de febrer en anys de traspàs) i l'1 de març.
S'utilitza en l'algorisme Doomsday per calcular en quin dia de la setmana cau un dia d'un any concret i, igual que el també fictici 0 de gener, es troba representat al Microsoft Excel. Els astrònoms usen 0 de març com a sinònim de l'últim dia de febrer.